# Efecto Ferguson

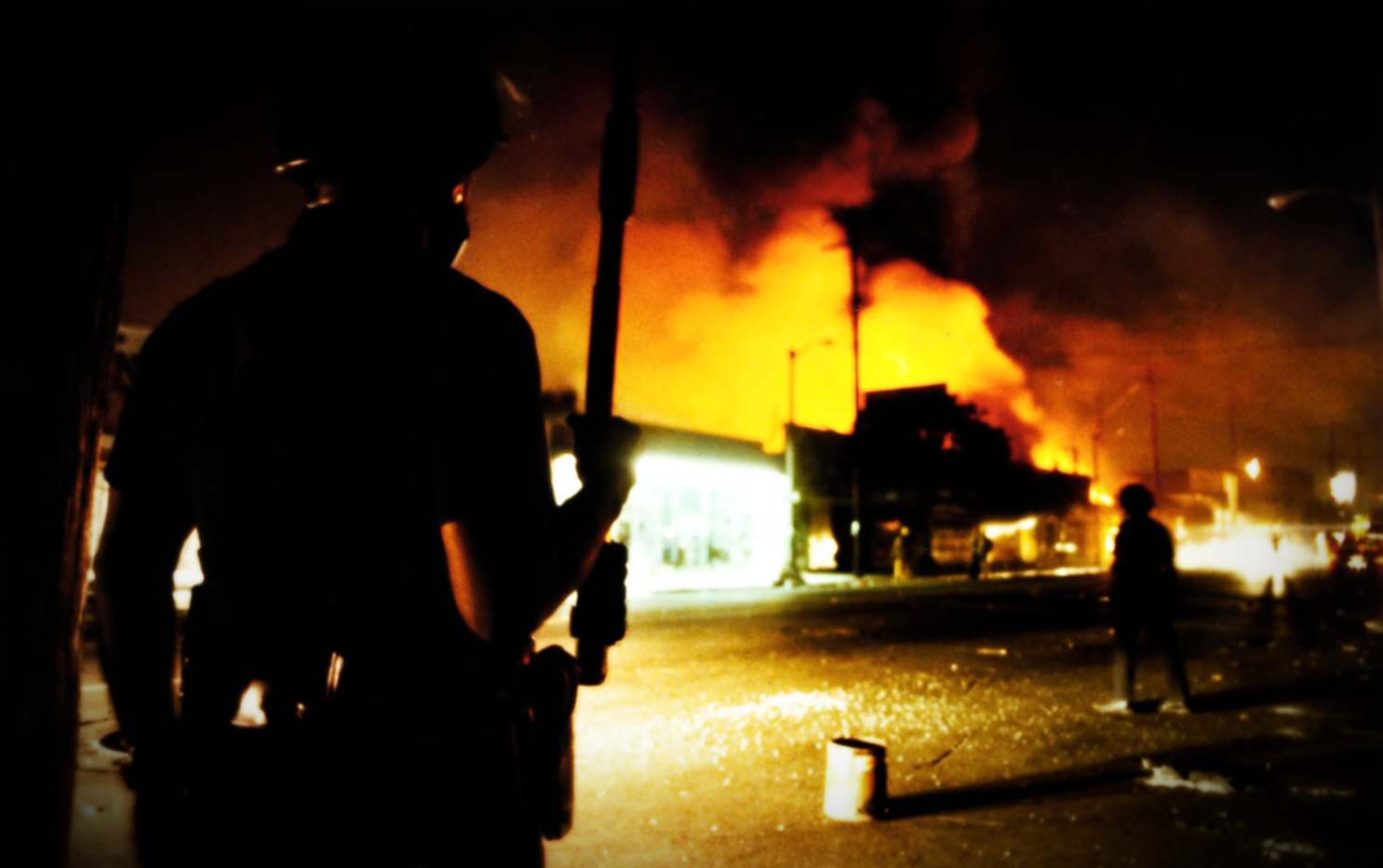
Un policía antidisturbios observa un edificio en llamas durante el segundo día de los disturbios de Los Ángeles de 1992.

El efecto Ferguson es un aumento de las tasas de delitos violentos en una comunidad, causado por la reducción de la vigilancia policial proactiva debido a la desconfianza y hostilidad por parte de un determinado sector de la población hacia la policía.
El efecto Ferguson se acuñó por primera vez después de que la policía observara un aumento de la violencia tras la muerte de Michael Brown en 2014 en la ciudad de Ferguson, Misuri. La primera persona en emplear dicho término fue el jefe de policía de San Luis Doyle Sam Dotson III, quien habló del «efecto Ferguson» para explicar el aumento de la tasa de homicidios en algunas ciudades de Estados Unidos tras los disturbios de Ferguson.
No obstante, existen dudas sobre si realmente el efecto Ferguson es real, ya que muchos estudios publicados arrojan resultados contradictorios sobre si hay un cambio en las tasas de criminalidad, el número de llamadas al 911, los homicidios y la actuación policial proactiva. Además, también se cuestiona el efecto y la influencia de la representación de la brutalidad policial en los medios de comunicación.

## Historia

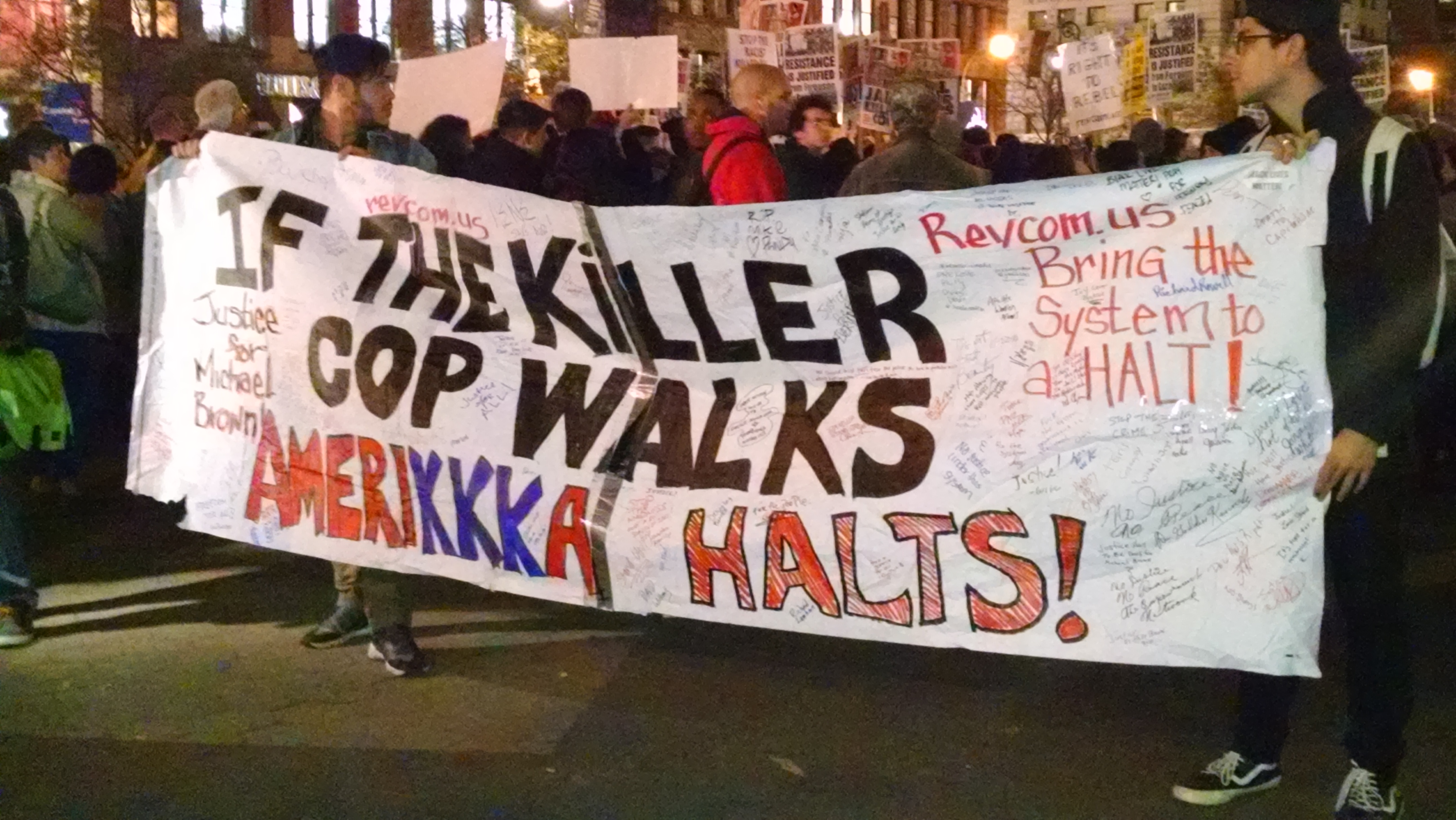
Pancarta en una manifestación de Nueva York contra la policía, con la frase «Si el policía camina, AmeriKKK se detiene» (25 de noviembre de 2015).

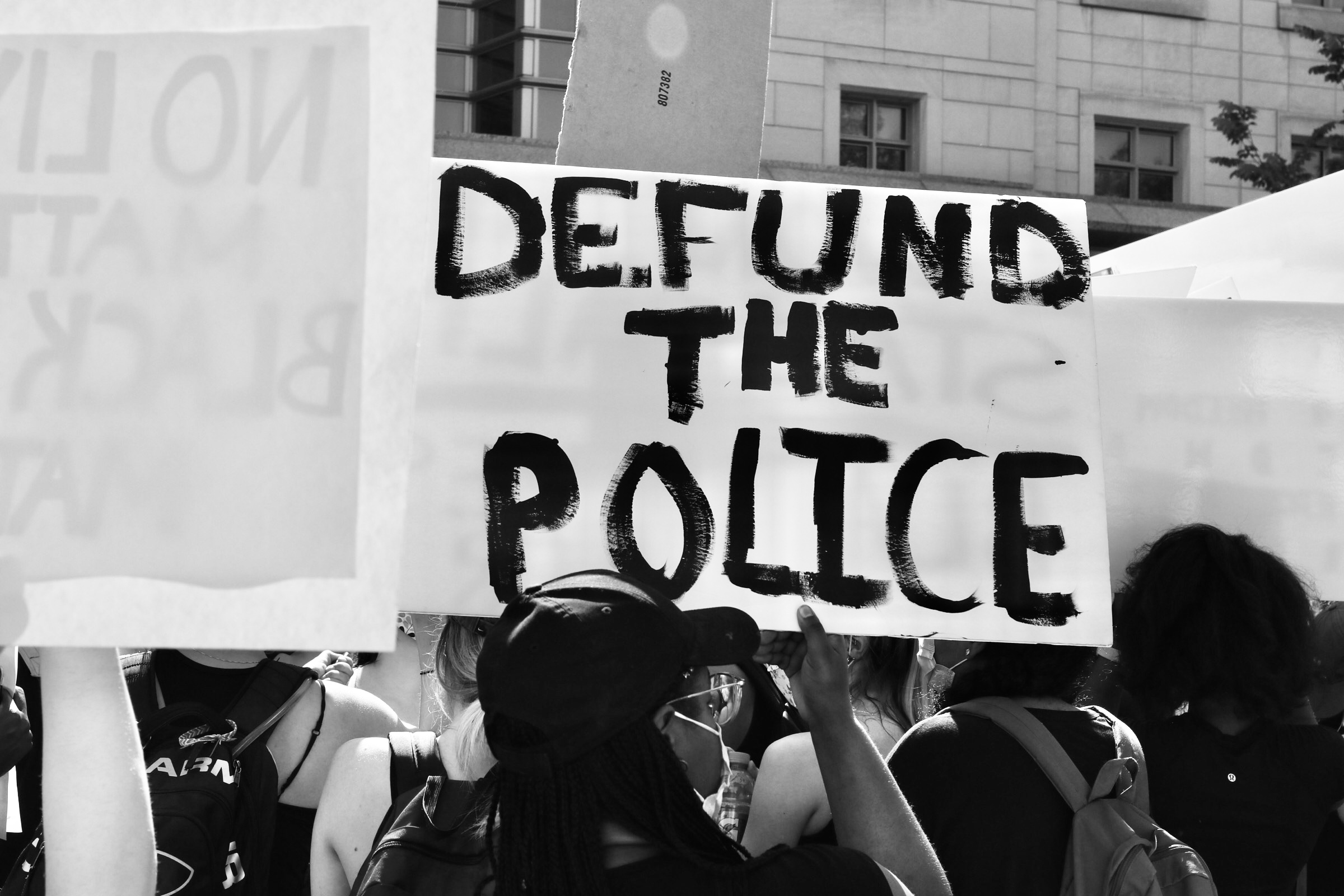
Un manifestante con la frase antipolicial «Desfinanciar a la policía» durante una protesta de Black Lives Matter.

El término fue acuñado por el jefe de policía de San Luis, Sam Dotson, en un artículo publicado en 2014 en el St. Louis Post-Dispatch, en el que afirmaba que tras las protestas en Ferguson transcurridas en agosto de 2014, sus agentes de policía habían dudado en hacer cumplir la ley por miedo a ser acusados de brutalidad policial, lo que ocasiona que el «elemento criminal se sienta empoderado».
El término se popularizó después de que la política conservadora Heather Mac Donald lo utilizara en un artículo de opinión publicado el 29 de mayo de 2015 en el Wall Street Journal, en el que afirmaba que el aumento de los índices de delincuencia en algunas ciudades estadounidenses se debía a la «agitación» contra las autoridades policiales. También afirmaba que «a menos que se ponga fin a la demonización de las fuerzas del orden, se perderán los avances liberadores en materia de seguridad urbana», y citaba a varios agentes de policía que afirmaban que la moral de la policía se encontraba en mínimos históricos. En 2015, Rahm Emanuel, alcalde de Chicago, sugirió que la reacción nacional contra la brutalidad policial provocó la retirada de agentes, lo que a su vez provocó el aumento de los delitos violentos.
En mayo de 2016, el director del FBI James Comey utilizó el término «efecto vídeo viral» al comentar el aumento significativo de las tasas de homicidio en muchas grandes ciudades de Estados Unidos en el primer semestre del año. Comey destacó específicamente las ciudades de Chicago (donde los homicidios aumentaron un 54% respecto a 2015) y Las Vegas. El término también fue utilizado por Chuck Rosenberg, director de la DEA.
En octubre de 2016, se citó el efecto Ferguson en un caso en el que una agente de policía de Chicago fue golpeada durante varios minutos por un sospechoso, pero decidió no desenfundar su arma reglamentaria, preocupada por la atención mediática que recibiría si disparaba al sospechoso.